# Jameel al-Yahmadi
Jameel Saleem Jameel al-Yahmadi (arabisch جميل سليم اليحمدي, DMG Ǧamīl Salīm al-Yaḥmadī; * 27. Juli 1996 in Bawschar) ist ein omanischer Fußballspieler.

## Karriere

### Klub
Ab der Saison 2014/15 stand er in der ersten Mannschaft von al-Shabab, wo er bis zum Ende der Saison 2017/18 spielte. Danach zog es ihn ins Ausland nach Katar, wo er sich für eine Saison al-Wakrah und dann für eine Saison al-Shahania anschloss. Seit der Spielzeit 2020/21 ist er bei al-Markiya unter Vertrag.

### Nationalmannschaft
Seinen ersten Einsatz für die omanische Fußballnationalmannschaft hatte er am 24. März 2016 bei einem 1:0-Sieg über Guam, während der Qualifikation für die Fußball-Weltmeisterschaft 2018. Hier wurde er in der 83. Minute für Qasim Said eingewechselt. Es folgten Einsätzen in weiteren Freundschafts- wie auch Qualifikationsspielen. Sein erstes Turnier war der Golfpokal 2017, wo er in allen Partien zum Einsatz kam und mit seinem Team das Turnier gewann. Auch nahm er an der Asienmeisterschaft 2019 und zuletzt am FIFA-Arabien-Pokal 2021 teil, wo er in jeder Partie zum Einsatz kam.